# L.A. Guns
L.A. Guns is een hardrockband uit Los Angeles die in 1984, samen met de band Hollywood Rose, de band Guns N' Roses vormde.

## Geschiedenis
De band werd in 1983 opgericht door gitarist Tracii Guns (Tracy Ulrich) en drummer Rob Gardner. In 1984 ging de groep samen met Hollywood Rose onder de naam Guns N' Roses. Door onenigheid verlieten Guns en Gardner de band, zij werden vervangen door Slash en Steven Adler.
In 1985 richtte Tracii Guns zijn oorspronkelijke band L.A. Guns opnieuw op, samen met de nieuwe leden Paul Black, Mick Cripps en Nickey Alexander.
Guns verliet de band in oktober 2002 om zich te richten op een muziekproject met bassist Nikki Sixx.

## Discografie
De band heeft zestien studioalbums uitgebracht.
- L.A. Guns (1988)
- Cocked & Loaded (1989)
- Hollywood Vampires (1991)
- Vicious Circle (1994)
- American Hardcore (1996)
- Shrinking Violet (1999)
- Man in the Moon (2001)
- Waking the Dead (2002)
- Tales from the Strip (2005)
- Hollywood Forever (2012)
- The Missing Peace (2017)
- The Devil You Know (2019)
- Renegades (2020)
- Checkered Past (2021)
- Black Diamonds (2023)
- The Dark Horse (2024)